# Вестбьерг
Вестбьерг (дат. Vestbjerg) — город-спутник в коммуне Ольборг в Северной Ютландии (Дания), пригород Ольборга.

## История
История Вестбьерга представляет собой часть более широкой истории Дании и Северной Ютландии, включая элементы культурного наследия и современного развития. Вестбьерг, как часть муниципалитета Ольборг, развивался в контексте общей истории Северной Ютландии. Этот регион имеет богатое культурное наследие, включая влияние викингов, которые оставили свой след в истории Дании.
В последние десятилетия Вестбьерг стал более популярным среди жителей Ольборга благодаря своему спокойному образу жизни и близости к природе. Это привело к росту числа новых жилых комплексов и развитию инфраструктуры.
В Вестбьерге можно увидеть традиционные датские дома и здания, которые отражают местный стиль архитектуры.
Поселение активно участвует в культурных мероприятиях региона, что способствует сохранению местных традиций и обычаев.

## География
Вестбьерг находится в регионе Северная Ютландия и входит в состав муниципалитета Ольборг. Это небольшое поселение находится примерно в 10 километрах к северу от города Ольборг и в четырёх километрах к западу от Водскова, в районе Веннсюссель, приход Сулстед-Согн, и окружено живописными природными ландшафтами, включая леса и поля. Вестбьерг расположен рядом с природным заповедником Хаммер-Баккер.

## Климат
Климат в Вестбьерге характеризуется как умеренно морской, с мягкими зимами и прохладными летами. Средняя температура зимой колеблется около 0°C, а летом достигает 20°C. Осадки распределены равномерно в течение года, с небольшим увеличением в летние месяцы.
Такой климат способствует разнообразной флоре и фауне региона, а также делает Вестбьерг привлекательным местом для активного отдыха на природе.

## Статистика
Средний доход домохозяйства в Вестбьерге в 2006 году составил 517 872 датских крон, в то время как средний доход по стране — 400 079 датских крон, что делает его самым богатым округом в Северной Ютландии и третьим по богатству в Ютландии, уступая только Морслету и Даугору.
Временами Вестбьерг переживал рост населения: из небольшой деревни он превратился в посёлок, когда в Дании началась «революция вилл». Населённый пункт быстро вырос в начале 1970-х годов после того, как в Вестбьерге были выделены участки на холме, обращенном на юг, благодаря чему новые домовладельцы получили солнечные участки, не заслоняемые другими.
В 1980-х годах была под строительство выделена ещё одна территория, и каждое десятилетие в Вестбьерге возникала новая волна строительства вилл.
В 2006 году в посёлке проживало 2235 человек, а в 2007-м — 2284, а в 2008-м — 2489. 

## Туризм
Вестбьерг привлекает туристов благодаря своим живописным пейзажам и возможности для активного отдыха на свежем воздухе. В окрестностях можно найти множество маршрутов для пеших прогулок и велосипедных поездок.

## Инфраструктура
В посёлке есть школа, центр активного отдыха, церковь и три детских сада. Библиотека Вестбьерга была закрыта в конце 2010 года и заменена передвижной библиотекой, работающей под эгидой библиотеки Ольборга. В городе работают различные малые предприятия, в том числе три продуктовых магазина. В населённом пункте есть несколько кафе, а также возможность аренды жилья, включая апартаменты и гостиницы.
В Вестбьерге есть и другие малые предприятия, такие как бухгалтерская компания Kingos Bogholderi ApS, IT-компания Nordjydsk IT Service ApS и аудиторская компания Kronborg's Revision.
В Вестбьерге имеется широкий спектр возможностей для проведения досуга: спортивная ассоциация Вестбьерга предлагает бадминтон, футбол, теннис, гандбол, гимнастику (включая паркур), бег, петанк и волейбол. 
В посёлке действует Датская скаутская ассоциация (DDS — голубые скауты), и Волонтёрская федерация мальчиков и девочек (FDF).

## Известные личности
- Кристиан Хьельм[дат.], музыкант из группы Figurines[дат.]
- Троэльс Маллинг Торуп[дат.], актёр
- Расмус Поульсен, он же Раске Пенге[дат.], музыкант
- Клаус Риис Эстергор[дат.], актёр